# Крістіан Крахт
Крі́стіан Крахт (нім. Christian Kracht, нар. 1966) — швейцарський німецькомовний письменник, журналіст, автор романів «Фазерланд», «Імперіум», «1979», «Метан», «Я буду тут, на сонці і в тіні».

## Біографія
Син виконуючого обов'язки генерального директора видавництва «Аксель Шпрінгер АГ». Провів дитинство у США, Канаді і на півдні Франції; жив у Центральній Америці, в Бангкоці, Катманду, Буенос-Айресі.
Одружений з німецькою кінорежисеркою Фрауке Фінстервальде. Живе в Лос-Анжелесі.

## Творчість
1995 року Крахт опублікував свій дебютний роман «Фазерланд». Головними темами роману є сучасна культура споживання, занепад так званого «гармонійного буржуазного суспільства» післявоєнного часу та криза національної та персональної ідентичності.
У вересні 2001 року вийшов друком роман Крахта «1979», який здобув міжнародне визнання. В романі показано вразливість західної великобуржуазної системи цінностей та її безсилля перед лицем східних тоталітарних моделей «ісламізму» та «маоїзму». Роман з'явився буквально за кілька днів до терористичного акту 11 вересня 2001 року, що привернуло до нього ще більшу увагу.
Роман «Я буду тут на сонці та у затінку» з'явився 2008 року. Він належить до жанру альтернативної історії та оповідає про фіктивну «Швейцарську радянську республіку», яка перебуває у стані війни з рештою Західної Європи. Роман є типовою антиутопією, в якому йдеться про крах людської цивілізації.
2012 року з'явився четвертий роман Крахта «Імперіум». «Імперіум» — це антиутопія, побудована на реальній життєвій історії реальної людини. Роман розповідає історію так званого аусштайґера Енгельгардта, який на початку XX століття заснував на острові Нова Гвінея колонію нудистів-вегетаріанців, які вирощували кокосові горіхи й годувалися виключно кокосами. Проте ідея Енгельгардта про ідеальне суспільство зазанала повного краху.
2016 року вийшов друком роман Крахта «Мертві». Роман присвячений фіктивній історії німецько-японського співробітництва в кінематографі напередодні Другої світової війни. .

## Твори

### Романи
- Фазерланд / Faserland. Roman. Kiepenheuer & Witsch, Köln 1995, ISBN 3-462-02407-8.
- 1979. Roman. Kiepenheuer & Witsch, Köln 2001, ISBN 3-462-03024-8.
- Я буду тут на сонці та у затінку / Ich werde hier sein im Sonnenschein und im Schatten. Roman. Kiepenheuer & Witsch, Köln 2008, ISBN 978-3-462-04041-8.
- Імперіум / Imperium. Roman. Kiepenheuer & Witsch, Köln 2012, ISBN 978-3-462-04131-6.
- Мертві / Die Toten. Roman. Kiepenheuer & Witsch, Köln 2016, ISBN 978-3-462-04554-3.[8]

### Інші твори
- з Екгардом Нікелем: Канікули назавжди / Ferien für immer. Reiseberichte. 1998. (подорожні нотатки)
- з Йоахимом Бессінгом та ін.: Королівський смуток / Tristesse Royale. 1999.
- Жовтий олівець / Der gelbe Bleistift. Reiseberichte. 2000. (подорожні нотатки)
- з Євою Мунц та Лукасом Ніколем: Тотальний спогад / Die totale Erinnerung. Kim Jong Ils Nordkorea. Bildband. 2006.(фотоальбом)
- Нова Хвиля. Компендіум / New Wave. Ein Kompendium 1999—2006. 2006.
- з Інго Нірманом: Метан / Metan. роман 2007
- з Екгардом Нікелем: Інструкція для Катманду і Непалу / Gebrauchsanweisung für Kathmandu und Nepal. Reiseberichte. Piper-Verlag, 2009, ISBN 978-3-492-27564-4. (подорожні нотатки)
- з Девідом Вудардом: Five Years: Briefwechsel 2004—2009. Band 1: 2004—2007 [Архівовано 10 червня 2020 у Wayback Machine.]. Wehrhahn-Verlag, 2011, ISBN 978-3-86525-235-7. (листування)
- з Фрауке Фінстервальде: Finsterworld. Drehbuch. 2013.(сценарій)[9]

## Переклади українською
- Крістіан Крахт. Фазерланд. пер. з німецької Антона Головка. Харків: Фоліо, 2012.
- Крістіан Крахт. Імперіум. пер. з німецької Богдана Сторохи. Чернівці: Видавництво 21, 2018. ISBN 978-617-614-192-1[10]